# Amyciaea hesperia
Amyciaea hesperia là một loài nhện trong họ Thomisidae.
Loài này thuộc chi Amyciaea. Amyciaea hesperia được Eugène Simon miêu tả năm 1895.